# Isaac Donoso
Isaac Donoso Jiménez (Alcoy, 1979) es un escritor y filólogo español, hispanista y sobre todo arabista y filipinista. También es musicólogo y traductor. Subdirector de Revista Filipina, publicación sobre la literatura y la lengua española en Filipinas, además de miembro del "Grupo de Investigación Humanismo-Europa".

## Biografía
Isaac Donoso se licenció en Humanidades, Filología Árabe y Filología Hispánica en la Universidad de Alicante, enriqueciendo su formación en la Universidad de la Rioja, donde estudió Historia y Ciencias de la Música, y en la Universidad de Filipinas, por donde es máster en Estudios islámicos.

## Publicaciones fundamentales

### Obras
- Ennoblece. Historia de las instituciones de la comunidad española en Filipinas, Manila, S.E.B., 2015.
- Islamic Far East: Ethnogenesis of Philippine Islam, Ciudad de Quezon, Universidad de Filipinas, 2013.
- Literatura hispanofilipina actual, Madrid, Verbum, 2011.[4] (En colab. con Andrea Gallo).
- Hàbitat morisc a la Muntanya d’Alacant. Etnografia històrica de l’espai morisc, Onda, Ajuntament, 2006.

### Obras en equipo
- Civilización filipina y relaciones culturales hispano-asiáticas, Humacao, Universidad de Puerto Rico-Cuaderno Internacional de Estudios Humanísticos y Lingüística, 2013.
- Historia cultural de la lengua española en Filipinas, Madrid, Verbum, 2012.
- More Hispanic than We Admit. Insights into Philippine Cultural History, Ciudad de Quezon, Fundación Vibal, 2012.

### Ediciones de clásicos filipinos
- Antonio M. Abad, La oveja de Nathán, Ciudad de Quezon, Fundación Vibal, 2013.
- José Rizal, Prosa selecta. Narraciones y Ensayos, Madrid, Verbum, 2012.
- José Rizal, Noli me tangere, Ciudad de Quezon, Fundación Vibal, 2011.[5]
- José Rizal, El Filibusterismo, Ciudad de Quezon, Fundación Vibal, 2021.
- Jesús Balmori, Los pájaros de fuego, Manila, Instituto Cervantes, 2010.
- Códice Boxer, Boxer Codex / El Códice Boxer: A Modern Spanish Transcription and English Translation of 16th-Century Exploration Accounts of East and Southeast Asia and the Pacific, Ciudad de Quezon, Fundación Vibal, 2016.